# Procordulia artemis
Procordulia artemis là loài chuồn chuồn trong họ Corduliidae. Loài này được Lieftinck mô tả khoa học đầu tiên năm 1930.